# ميكلوس روزا
ميكلوس روزا (بالمجرية: Rózsa Miklós )‏ (و. 1907 – 1995 م) هو موزع (موسيقى)، وملحن، وعالم موسيقى، وعازف بيانو، ومؤلفو موسيقى تصويرية من المجر، والولايات المتحدة، والسويد، ولد في بودابست، توفي في لوس أنجلوس، عن عمر يناهز 88 عاماً.

## التعليم
تعلم في جامعة الموسيقى والمسرح في لايبزيغ ‏.

## جوائز وترشيحات
حصل على جوائز منها:
جوائز
- جائزة الأوسكار لأفضل موسيقى تصويرية، عن عمل: المسحورة
- جائزة الأوسكار لأفضل موسيقى تصويرية، عن عمل: بن هور
- جائزة الأوسكار لأفضل موسيقى تصويرية، عن عمل: حياة مزدوجة
- César Award for Best Original Music [الإنجليزية]‏ (1978)

ترشيحات
- جائزة الأوسكار لأفضل موسيقى تصويرية، عن عمل: لص بغداد

ترشح لـ:
- جائزة الأوسكار لأفضل موسيقى تصويرية، عن عمل: لص بغداد
- جائزة الأوسكار لأفضل موسيقى تصويرية دراماتيكية أو كوميدية أصلية، عن عمل: حياة مزدوجة
- جائزة الأوسكار لأفضل موسيقى تصويرية دراماتيكية أو كوميدية أصلية، عن عمل: The Killers (1946 film) [الإنجليزية]‏
- جائزة الأوسكار لأفضل موسيقى تصويرية دراماتيكية أو كوميدية أصلية، عن عمل: A Song to Remember [الإنجليزية]‏
- جائزة الأوسكار لأفضل موسيقى تصويرية دراماتيكية أو كوميدية أصلية، عن عمل: الوضع الراهن
- جائزة الأوسكار لأفضل موسيقى تصويرية دراماتيكية أو كوميدية أصلية، عن عمل: يوليوس قيصر
- جائزة الأوسكار لأفضل موسيقى تصويرية دراماتيكية أو كوميدية أصلية، عن عمل: إيفانهوي
- جائزة الأوسكار لأفضل موسيقى تصويرية دراماتيكية أو كوميدية أصلية، عن عمل: بن هور
- جائزة الأوسكار لأفضل موسيقى تصويرية دراماتيكية أو كوميدية أصلية، عن عمل: نهاية الأسبوع المفقودة
- جائزة الأوسكار لأفضل موسيقى تصويرية دراماتيكية أو كوميدية أصلية، عن عمل: The Woman of the Town [الإنجليزية]‏
- جائزة الأوسكار لأفضل موسيقى تصويرية دراماتيكية أصلية، عن عمل: Lydia (film) [الإنجليزية]‏
- جائزة الأوسكار لأفضل موسيقى تصويرية دراماتيكية أو كوميدية أصلية، عن عمل: المسحورة
- جائزة الأوسكار لأفضل موسيقى تصويرية دراماتيكية أصلية، عن عمل: Sundown (1941 film) [الإنجليزية]‏
- جائزة الأوسكار لأفضل موسيقى تصويرية دراماتيكية أو كوميدية أصلية، عن عمل: تعويض مزدوج
- جائزة الأوسكار لأفضل موسيقى تصويرية دراماتيكية أو كوميدية أصلية، عن عمل: كتاب الأدغال
- جائزة الأوسكار لأفضل موسيقى تصويرية دراماتيكية أو كوميدية أصلية، عن عمل: El Cid (film) [الإنجليزية]‏.

## وصلات خارجية
- ميكلوس روزا على موقع IMDb (الإنجليزية)
- ميكلوس روزا على موقع الموسوعة البريطانية (الإنجليزية)
- ميكلوس روزا على موقع ألو سيني (الفرنسية)
- ميكلوس روزا على موقع ميوزك برينز (الإنجليزية)
- ميكلوس روزا على موقع أول موفي (الإنجليزية)
- ميكلوس روزا على موقع قاعدة بيانات الأفلام السويدية (السويدية)
- ميكلوس روزا على موقع أول ميوزيك (الإنجليزية)
- ميكلوس روزا على موقع ديسكوغز (الإنجليزية)
- ميكلوس روزا على موقع قاعدة بيانات الفيلم (الإنجليزية)
- ميكلوس روزا على موقع كينوبويسك (الروسية)